# Schammar
Die Schammar (arabisch بنو شمّر Banū Schammar oder Banī Schammar) sind ein großer arabischer Stamm von ursprünglichen Beduinen, die über den nördlichen und mittleren Irak, Syrien und Teile von Saudi-Arabien verbreitet sind.
Es wird vermutet, dass die Schammar vom antiken Stamm der Tayy abstammen, welcher sich um das Jahr 115 nach Christus vom Jemen kommend in Nordarabien niederließ. Ahnherr ist vielleicht Scheich Kais ibn Schammar, der von den arabischen Dichtern schon im 6. Jahrhundert besungen wurde. Die Herrschaft über den Stammesverband übte die Familie der Ibn Ali aus. Hauptort des Fürstentums war Ha'il im nördlichen Nadschd. Die Wirtschaft des Stammesverbandes beruhte bis ins 20. Jahrhundert auf den Abgaben der Oasen (Datteln und Getreide), den Schutzabgaben der Pilgerkarawanen sowie dem Handel mit Zuchtpferden. Dazu kam die systematische Beraubung von Beduinen und Karawanen.
Im Westen des Irak leitet sich etwa die Hälfte der arabischen Bevölkerung von den Schammar ab, also über 30 Prozent. Einige Großfamilien bilden seit jeher die Elite des Landes – sowohl unter den Osmanen, den Briten und unter Saddam Hussein. Wo die traditionelle Lebensform noch existiert, zählen die Schammar zu den reichsten und eher konservativen Volksgruppen. Zum größeren Teil sind sie Sunniten, doch gibt es auch viele Schiiten und eine kleine christliche Minderheit.
Dschebel Schammar wird ein Gebiet um Ha'il im Norden von Saudi-Arabien genannt, wo der Stamm nomadisierte. Aus ihm kam auch die Mutter von König Abdullah. Im Jahr 1884 wurde die Dynastie der Saud durch die Schammar aus Riad vertrieben und lebte 20 Jahre in Kuwait (siehe: Āl Raschīd).
Zu den Schammar gehören unter anderem die Haddedihn, die durch Karl May in die Literatur eingegangen sind. Die Romanfigur des Hadschi Halef Omar nannte sich Scheik der Haddedihn vom großen Stamme der Schammar.
Am 1. Juni 2004 wurde mit Ghazi al-Yawar ein Emir der Schammar zum Übergangspräsidenten des Irak gewählt.